# Duo Caron
Pour les articles homonymes, voir Caron.
Le Duo Caron est un groupe de musique classique qui transcrit et interprète des œuvres orchestrales magistrales pour diverses formations pianistiques.

## Biographie
Le duo a été fondé en 1990 par les pianistes frère et sœur Martin et Josée Caron, natifs de la ville canadienne de Rimouski au Québec. Ils demeurent à Montréal depuis plusieurs années. En plus de jouer le répertoire standard, les pianistes transcrivent et interprètent d'imposantes œuvres orchestrales. L’originalité de ce projet leur a valu de nombreuses prestations dans le cadre de festivals nationaux et internationaux.
Depuis 2020, le duo Caron se compose des pianistes Carmen Picard et Josée Caron. Leur album thématique (2023) regroupe différents styles de Suites du XXe siècle.

Le Duo Caron créé la Suite pour deux pianos d’Alan Belkin (en) à la salle Claude-Champagne, à Montréal, en 1996. En 1998, le Festival International de Duo-Piano du Québec commande à Martin Caron une transcription de George Gershwin, Strike up the Band, qui sera créée lors du concert gala, « Pour terminer l’événement de façon spectaculaire »,.
Leurs enregistrements CD incluent au moins une adaptation d’œuvre orchestrale. L’album British Music for Piano four Hands, présente, en première mondiale, des arrangements inédits de Sir Paul McCartney. Les enregistrements CD sont diffusés régulièrement sur Radio-Canada (SRC/CBC), Radio-Classique CJPX, CKUA Radio Network Edmonton, RTBF Radio Musiq’3 - Belgique.

## Transcriptions de Josée Caron

### Pour un piano quatre mains
- Gustav Holst (1874-1934): Les Planètes opus 32, Suite pour grand orchestre
  - I. Mars, celui qui apporte la guerre
  - IV. Jupiter, celui qui apporte la gaieté

## Transcriptions de Martin Caron

### Pour deux pianos quatre mains
- Felix Mendelssohn (1809-1847) : Symphonie no 4 en la majeur‚ Italienne
- Modeste Moussorgski (1839-1881) : Une nuit sur le mont Chauve‚ poème symphonique
- Arnold Schönberg (1874-1951) : La Nuit transfigurée opus 4 (Verklärte Nacht)‚ pour sextuor à cordes
- Richard Strauss (1864-1949) :
  - Don Juan opus 20‚ poème symphonique
  - Les Joyeuses Facéties de Till l’espiègle (Till Eulenspiegel)‚ poème symphonique
  - Métamorphoses (Metamorphosen)‚ étude pour 23 instruments à cordes
- Piotr Ilitch Tchaïkovski (1840-1893) : Symphonie opus 36 no. 4 en fa mineur
- Richard Wagner (1813-1883) : Ouverture de l’opéra Les Maîtres Chanteurs de Nuremberg (Die Meistersinger von Numberg)

### Pour un piano quatre mains
- Edward Elgar (1857-1934) : Introduction et allegro pour cordes opus 47
- Ralph Vaughan Williams (1872-1958) : Ouverture de l’opéra Les Guêpes

### Pour quatre pianos huit pianistes
- Sergueï Rachmaninov (1873-1943) : L’île de la mort opus 29‚ poème symphonique

### Pour deux pianos quatre pianistes
- George Gershwin (1898-1937) : Strike up the Band

## Arrangements de Martin Caron

### Pour piano quatre mains
- Paul McCartney (1942- ?) :
  - A Leaf pour piano solo
  - Appaloosa-Meditation‚ suite orchestrale

## Discographie
- 1992 - Wagner-Moussorgsky-Strauss-Schoenberg, Transcriptions pour deux pianos quatre mains (Société Nouvelle d’Enregistrement, SNE-582-CD)
- 1995 - Tchaïkovski à quatre mains (ATMA Classique, ACD 2-2102)
- 2009 - British Music for Piano Four Hands (XXI-21 Productions Inc.[7], XXI-CD 2 1603)
- 2012 - Mendelssohn‚ Transcriptions pour 4 mains  (Société Métropolitaine du Disque Inc./Espace 21, SMD 225-1)
- 2023 - Suites modernes pour quatre mains  (Société Métropolitaine du Disque Inc./Espace 21, SMD 312-1)

## Sources
1. ↑  « Album - Suites modernes pour 4 mains » sur Spotify. Consulté le 11 août 2023.
2. ↑  « Festival international de Duo-Piano du Québec » Article extrait du journal culturel Voir, le 5 août 1998.
3. ↑  « Crowd hears, sees double » Critique extraite du journal The Gazette, le 17 août 1998.
4. ↑  « British Music for Piano 4 Hands »  sur iTunes.
5. ↑  « British piano 4-Hands Duo Caron, p XXI1603-57 minutes » Critique extraite de la revue American Record Guide (en), Mars–Avril 2010, p.208.
6. ↑  Qui est Alexandre Borodine?  Diffusé sur RTBF-Musiq’3 le 6 mars 2015 à 04:04.
7. ↑  « XXI-21 Productions Inc. » sur Discogs. Consulté le 18 avril 2023.